# Lupinus lobbianus
Lupinus lobbianus är en ärtväxtart som beskrevs av Charles Piper Smith. Lupinus lobbianus ingår i släktet lupiner, och familjen ärtväxter. Inga underarter finns listade i Catalogue of Life.